# Université Otto-von-Guericke de Magdebourg
L'université Otto von Guericke de Magdebourg (en allemand, Otto-von-Guericke-Universität Magdeburg, OvGU) a été fondée en 1993 et fait partie des plus jeunes universités d'Allemagne. Elle a ses racines dans les trois établissements d'enseignement supérieur qui existaient depuis les années 1950 dans la ville : l'Université technique, La Haute École pédagogique et l'Académie de médecine. Avec neuf facultés et plus de 13 000 étudiants, elle est un centre universitaire d'enseignement et de recherche en Saxe-Anhalt.

## Histoire

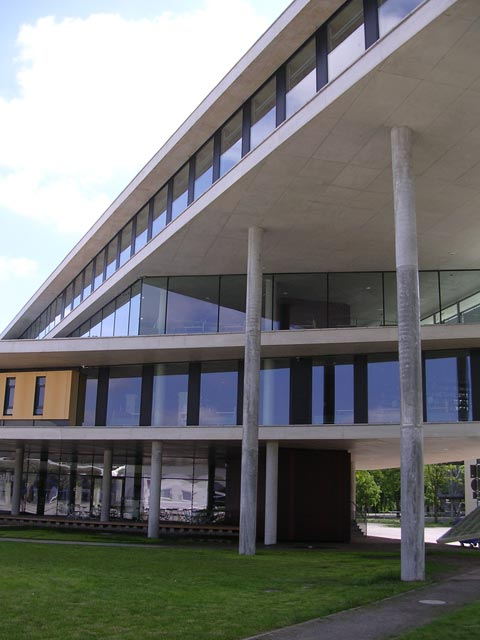
Bibliothèque de l'université de Magdebourg.

Magdebourg s'appuie sur une tradition universitaire relativement courte. Contrairement à d'autres villes avec une longue histoire dans ce domaine, la première université remonte aux années cinquante dans la République démocratique allemande (RDA) qui venait de naître. L'université Otto von Guericke pour sa part a été fondée en 1993 par la réunion de l'Université technique, de l'Académie de médecine et de la Haute école pédagogique.
Le premier établissement d'enseignement supérieur de la ville a été baptisé École supérieure de machinerie lourde. Magdebourg était en effet le site le plus important pour la construction mécanique en RDA et souffrait d'un manque aigu d'ingénieurs, il était donc de l'intérêt du pays de remédier sur place à cette lacune en créant un enseignement universitaire. Après un court laps de temps l'établissement a été rebaptisé Haute École technique de Magdebourg, avant de devenir en 1987 université technique.
De même qu'il y avait pénurie d'ingénieurs bien formés au début de la RDA, on manquait aussi de médecins, c'est pourquoi outre les lieux d'études universitaires traditionnels, c'est-à-dire Berlin, Halle, Iéna, Leipzig, Greifswald et Rostock, on fonda trois académies de médecine à Magdebourg, Dresde et Erfurt. C'est ainsi que pour le semestre d'hiver 1954/55 l'académie de médecine de Magdebourg (MAM) ouvrit pour la première fois ses portes sur le terrain de l'ancien hôpital de Sudenburg. Le recteur lors de la fondation était le pathologiste Hasso Eßbach. Il faut remarquer que les études s'y réduisaient à la section clinique et qu'il fallait auparavant avoir passé le Physikum ; les étudiants devaient donc avoir étudié pendant deux ans avec succès dans d'autres établissements d'enseignement supérieur. À la fin du semestre 1960/1961 fut créée une section préparatoire conduisant au Physikum.
Le troisième pilier fondateur de l'université Otto von Guericke est la Haute École pédagogique fondée en dernier lieu et qui devait répondre à la pénurie d'enseignants dans ce qui était alors le Bezirk de Magdebourg.
Le fait qu'il y ait eu trois établissements d'enseignement supérieur à l'origine de l'Université de Magdeburg explique qu'il existe aujourd'hui encore deux campus, celui de l'hôpital et celui de l'université, où se trouve l'ancienne Haute École pédagogique, devenue FGSE (c'est-à-dire Fakultät für Geisteswissenschaften, Faculté des Sciences humaines)
Comme nom pour l'université, on a choisi celui d'Otto von Guericke que portait déjà l'université de Technologie. Ce Magdebourgeois est connu bien au-delà des frontières de l'Allemagne pour ses recherches sur la pression barométrique et le vide. L'université se place dans la tradition de ce grand homme politique qui fut juriste, savant et inventeur.
Le 28 août 1999, l'église Saint-Pierre est devenue église catholique de l'université, ce qui est noter du fait que Magdebourg ne propose aucune étude de théologie.

## Faculté de médecine
Pour des raisons historiques la Faculté de médecine avec sa clinique universitaire est séparée géographiquement du reste de l'Université et se trouve dans le quartier de la Leipziger Straße au sud du centre-ville de Magdebourg sur le terrain de l'ancienne Académie de médecine. Seule la clinique gynécologique de l'Université se trouve dans l'ensemble de bâtiments de l'ancienne clinique gynécologique du Land dans le quartier de Stadtfeld Ost situé à l'ouest du centre-ville.
En tant que second campus de l'Université la clinique universitaire, située dans le sud de la ville, est un centre de formation pour plus de 1 000 futurs médecins en même temps qu'un centre de soins médicaux pour les habitants de la Saxe-Anhalt. Comme hôpital de soins intensifs, la faculté de médecine joue un rôle essentiel dans la recherche sur les maladies particulièrement graves. Avec ses 1 200 lits la clinique universitaire est le plus grand hôpital dans l'ancien quartier administratif de Magdebourg. Elle est gérée comme un établissement de droit public. Chaque année, plus de 43 000 patients y sont hospitalisés, outre de nombreux cas traités en ambulatoire. Ces dernières années, les centres et les cliniques universitaires de la Faculté de médecine se sont de plus en plus concentrés sur les traitements spéciaux des patients. En septembre 1995, par exemple, la clinique a ouvert sur le campus un département de chirurgie cardiothoracique, qui constitue le deuxième centre de traitement en Saxe-Anhalt pour la cardiologie, l'angiologie et la pneumologie.

## Personnalités liées à l'université

### Étudiants
- Gottfried Adolf Kinau (1814-1888), astronome